# Рыжук, Мария Матвеевна
Мария Матвеевна Рыжу́к (род. 14 января 1933) — бригадир полеводческой бригады колхоза «Путь к коммунизму» Тетиевского района Киевской области, Герой Социалистического Труда.

## Биография
Родилась 14 января 1933 года в селе Ленинская Тарасовка Сквирского района Киевской области в крестьянской семье. Член КПСС с 1972 года. Среднее образование получила в родном селе. В 1953 году окончила Сквирский сельскохозяйственный техникум по специальности агроном-полевод.
В 1953—1957 годах работала агрономом, в 1957—1974 годах — бригадиром полеводческой бригады, в 1974—1988 годах — начальником Дениховского отделения колхоза «Путь к коммунизму» Тетиевского района Киевской области.
Указом Президиума Верховного Совета СССР в 1971 году «за выдающиеся успехи достигнутые в развитии сельскохозяйственного производства и продажи государству продуктов земледелия и животноводства» Рыжук Марии Матвеевне присвоено звание Героя Социалистического Труда с вручением ордена Ленина и золотой медали «Серп и Молот».
В 1967—1985 годах — депутат Верховного Совета УССР 7—10-го созывов. Во время третьей своей депутатской каденции была избрана членом Президиума Верховного Совета УССР. Делегат XXV съезда КПСС.
С 1988 года — на пенсии. Живёт в селе Дениховка Тетиевского района Киевской области.

## Награды и звания
- Медаль «Серп и молот» (1971 год)
- Орден Ленина (1967)
- Орден Ленина (1971)
- медаль